# The Unborn (película de 2009)
The Unborn (titulada en España como La semilla del mal, y en Hispanoamérica como La profecía del no nacido) es una película de terror sobrenatural estadounidense de 2009, escrita y dirigida por David S. Goyer y protagonizada por Odette Annable. La trama se centra en una joven llamada Casey, quien es atormentada por un dybbuk, un espíritu maligno, y que deberá impedir a toda costa que el dybbuk logre la meta que persigue: vivir.

## Argumento
Casey Beldon es una joven universitaria que vive junto a su novio, Mark Hardigan. Desde hace algún tiempo ha comenzado a tener pesadillas, en donde ve a un niño de ojos azules de aspecto aterrador y a un perro que la sigue constantemente. La joven interpreta esto como una señal de su miedo a tener hijos, originado en el hecho que su madre, cuando ella era una niña, se enteró de que era adoptada por lo que enloqueció y posteriormente falleció.
Mientras hace de niñera de dos infantes, una bebé y un niño de cuatro años llamado Thomas, escucha al mayor hablar de forma extraña a través del radiotransmisor de la alcoba de la bebé. Cuando va a la recámara en donde están los niños, Casey ve que el niño le pone un espejo frente a la bebé para que se vea a sí misma. Cuando Casey lo interrumpe, éste casi le corta el ojo, aunque no le deja heridas graves, y le dice: «Jumby quiere nacer ahora». Cuando llegan los papás de los niños, Casey se retira de la casa con un poco de miedo. 
Sin embargo, sigue los consejos de sus amigos pensando que solo se trata de sueños, visiones y nada más, pero cuando empieza a ver a insectos constantes y frases como «Jumby quiere nacer ahora», se asusta todavía más. Más tarde descubre que está experimentando un código genético que solo se produce en mellizos, además está sufriendo heterocromía progresiva, cambiando lentamente su color de marrón oscuro a azul claro. El bebé de su vecino muere, apoyando la superstición.
Entonces Casey va a confrontar a su padre, solo para descubrir que estuvo a punto de ser melliza, de no ser por el hecho de que su hermano Jumby murió en el vientre sin haber podido nacer. 
Casey, impactada por este hecho, empieza a recolectar información sobre su fallecida madre en un vídeo que encuentra en donde supuestamente se suicidó y descubre una noticia que incluye una foto de un niño similar al de los sueños. Esa misma noche ella y Mark hacen el amor; horas después, escucha voces en el espejo de su baño. Al abrir la gaveta del espejo, ve al niño que está horriblemente torcido y deforme escondido dentro, Casey grita y su novio llega para no ver nada fuera de lo común.
Romy Marshall, su mejor amiga, le comenta, en relación con el raro comportamiento de Thomas hacia su hermana pequeña, que existe una creencia que dice que si un bebé antes de cumplir un año se ve al espejo, éste morirá. Al día siguiente Casey va a un asilo donde conoce a una mujer llamada Sofi Kozma, quien al principio se negó a admitir que sabía algo sobre su madre, además de reaccionar de una manera muy extraña al ver la fotografía del niño con que la joven tiene pesadillas. Esa noche trata de relajarse en una fiesta pero el niño vuelve aparecer y ella experimenta una terrible visión de su madre y cucarachas, Casey entonces llega a su hogar y recibe la llamada de Sofi, disculpándose y pidiendo que se reúnan. 
En el asilo, Sofi le explica que es su abuela biológica y que está siendo atormentada por un dybbuk, un espíritu condenado a vagar sobre la tierra hasta poder nacer. Además de que le cuenta la trágica experiencia que pasó cuando ella y su hermano gemelo Barto llegaron a una instalación científica nazi donde Josef Mengele se encargaba de investigar los secretos de la genética mediante gemelos buscando el método para convertir individuos normales en una raza aria. El más común y doloroso experimento que realizaba era intentar transformar el color de ojos de los niños a azul. Lamentablemente los experimentos eran altamente dolorosos y acabaron con la vida de muchos pacientes, entre ellos Barto. 
Milagrosamente Barto resucitó, pero ahora todos los demás niños pudieron comprobar que era un individuo diferente; no solo el color de sus ojos finalmente era azul, instintivamente todos comprendían que era un ser maligno e inhumano ya que un dybbuk había tomado aprovechado para poseer el cuerpo vacío del niño como un portal. Ante esto, Sofi lo asesinó y desde entonces el dybbuk acecha a su familia en busca de venganza ya que las mujeres que descienden de ella invariablemente tienen gemelos que la criatura intenta usar para llegar nuevamente a este mundo. De esta forma, cada vez que logran expulsarlo de vuelta a su mundo, esto es solo una medida temporal hasta que una mujer de la siguiente generación quede embarazada y reinicie el ciclo.
Casey le pregunta cómo se deshace del dybbuk y Sofi le dice que la única manera es obligarlo a volver al otro mundo ya sea matando a quien usa como su cuerpo o exorcizándolo. Además, le dice que debe hallar al rabino Joseph Sendak, un hombre que puede realizar el exorcismo judío. La anciana también revela que años atrás la madre de Casey la buscó y encontró para preguntar sobre lo mismo ya que estaba embarazada de gemelos (Casey y Jumby), pero uno de los niños no sobrevivió a la gestación, siendo este el último intento que el dybbuk habría hecho para nacer y el motivo del colapso de su madre. Como última advertencia Sofi señala que debe tener cuidado ya que mientras más tiempo pase, más fuerte se volverá la entidad y más dominio sobre el plano material tendrá, comenzando con el control sobre algunos individuos débiles como hiciera con el pequeño Thomas anteriormente e incluso más adelante podrá poseer cadáveres y ya en su plenitud adultos fuertes.
Casey logra hallar a Sendak pero este se muestra muy escéptico por lo que está pasando, así que la muchacha sólo le pide que traduzca el ritual para que ella pueda realizar el exorcismo. Esa misma noche Sofi es atacada por el dybbuk poseyendo a un compañero de asilo y asesinándola. Casey asume que es demasiado peligroso que sus seres queridos estén cerca, pero su amiga Romy le asegura que no la abandonará ignorando las advertencias anteriores que el mismo dybbuk personalmente le hizo saber. 
Mientras, en la sinagoga de Sendak, el rabino inesperadamente ve con sus propios ojos que el dybbuk es real cuando éste intenta amenazarlo manifestándose como un perro con la cabeza al revés; tras este incidente Sendak acepta ayudar a Casey y organiza un equipo para llevar a cabo el exorcismo. Unas horas más tarde Romy es apuñalada en su residencia por el dybbuk poseyendo a Thomas. A pesar de la llegada de Casey y Mark, Romy termina muerta y la pareja debe huir cuando la criatura posee el cadáver de la joven en un intento de continuar atacándolos.
Casey, dispuesta a que todo termine, accede a que el exorcismo se realice, pero las cosas empeoran cuando el dybbuk trata de detener a Sendak, varias personas son lastimadas y otras asesinadas, Casey huye con Mark, sin embargo, el dybbuk arriesga todo con tal de que Casey no escape y el exorcismo se acabe. Con ello Mark es poseído por el dybbuk y Casey encuentra a Sendak con quien termina el exorcismo y el dybbuk es mandado al otro mundo, pero Mark cae al suelo completamente herido y muere al lado de Casey. 
Casey llora a su novio pero se pregunta por qué el dybbuk de repente se volvió activo en su vida ahora y por qué no la atacó antes. Se hace una prueba de embarazo y se entera de que está embarazada de los gemelos de Mark. 

## Elenco
- Odette Yustman es Casey Beldon.
- Gary Oldman es el rabino Joseph Sendak.
- Ethan Cutkosky es Barto.
- Cam Gigandet es Mark.
- Meagan Good es Romey.
- Jane Alexander es Sofi Kozma.
- James Remar es Gordon Beldon.
- Idris Elba es Arthur Wyndham.
- Rhys Coiro es el señor Shields.
- Carla Gugino es Janet Beldon.
- Aiden David es el bebé Nelson.
- Conner David es el bebé Nelson.
- Eric Flores es el novio de Romey.
- Atticus Shaffer es Matty.
- Rachel Brosnahan es Lisa Shephard.
- Nicolas Rolon es Thomas Beldon.